# Xysticus cunctator
Xysticus cunctator är en spindelart som beskrevs av Tord Tamerlan Teodor Thorell 1877. Xysticus cunctator ingår i släktet Xysticus och familjen krabbspindlar. Inga underarter finns listade i Catalogue of Life.